# Parthenicus rufivenosus
Parthenicus rufivenosus är en insektsart som beskrevs av Knight 1925. Parthenicus rufivenosus ingår i släktet Parthenicus och familjen ängsskinnbaggar. Inga underarter finns listade i Catalogue of Life.